# Лукашовка (Литинский район)
Лукашовка (укр. Лукашівка) — село на Украине, находится в Литинском районе Винницкой области.
Код КОАТУУ — 0522482203. Население по переписи 2001 года составляет 672 человека. Почтовый индекс — 22364. Телефонный код — 4347.
Занимает площадь 0,161 км².
В селе действует храм Равноапостольных Кирилла и Мефодия Литинского благочиния Винницкой епархии Украинской православной церкви.

## Адрес местного совета
22363, Винницкая область, Литинский р-н, с. Дашковцы, ул. Ленина, 110